# Dominique Deveraux
Dominique Deveraux (geboren als Millie Cox) is een personage uit de Amerikaanse soapserie Dynasty. De rol werd vertolkt door Diahann Carroll van 1984 tot 1987. Ze verscheen voor het eerst in de voorlaatste aflevering van het vierde seizoen en bleef tot aan het einde van het zevende seizoen. Ze speelde dezelfde rol ook in verschillende afleveringen van spin-off The Colbys.

## Personagebeschrijving
De mysterieuze zangeres Dominique Deveraux verschijnt ten tonele in Denver en stelt aan Fallon Carrington vragen over haar moeder Alexis Colby. Alexis komt dit te weten en confronteert Dominique, de relatie tussen beide vrouwen is al meteen verzuurd. Dominique neemt intrek in hotel La Mirage. Haar echtgenoot Brady Lloyd volgt al snel en hij vraagt zich af waarom Dominique in Denver wil blijven. Ze is erg vijandig tegen Blake Carrington. Nadat Fallon dood gewaand wordt, is er een begrafenisplechtigheid waarna Dominique onthult dat ze de dochter is van Tom Carrington en dus een halfzus van Blake. Tom Carrington had een verhouding met de Afro-Amerikaanse Laura Matthews. Ze vond het bewijs in een brief die haar tante Bessie bewaard had. Blake zit op dat moment financieel in de problemen. Dominique geeft hem 70 miljoen dollar in ruil voor 40% van Denver-Carrington. Als Brady dit ontdekt zonder dat Dominique dit met hem overlegd heeft houdt hij hun huwelijk voor bekeken.
Dominique reist naar Istaboel om Rashid Ahmed te ontmoeten, hij heeft Blake vals beschuldigd van wapenhandel, Ahmed bekent dat hij gelogen heeft, maar wordt dan neergeschoten. Blake vertelt Dominique dat zijn vader ontkent dat hij een bastaarddochter heeft. Dominique is zo boos dat ze haar aandelen in een opwelling wil verkopen aan Alexis. Kort daarna gaan Blake, Dominique en Alexis naar Sumatra, waar Tom op zijn sterfbed ligt. Dominique probeert Tom ervan te overtuigen dat ze zijn dochter is, hij wil haar eerst niet geloven maar voor hij sterft neemt hij haar nog op in zijn testament. Alexis, die ook in het testament stond is furieus, want haar aandeel is nu aanzienlijk geslonken. Blake aanvaard Dominique volledig als zijn halfzus en maant Alexis aan om het testament niet aan te vechten. Ze stemt ermee in maar is toch van plan haar te vernietigen. Als ook haar kinderen goed kunnen opschieten met hun nieuwe tante is de maal vol voor Alexis en ze probeert het bedrijf van Dominique over te nemen. Als Dominique dit ontdekt en op de koop toe de scheidingspapieren van Brady krijgt stort ze in. Ze herstelt van een hartoperatie en de band met Blake en Krystle groeit. Intussen is Lady Ashley Mitchell in de stad en zij fotografeert Blake. Dominique denkt dat er meer aan de hand is en waarschuwt Krystle.
Dominique is een van de gasten op het huwelijk van Amanda met prins Michael van Moldavië, als er een militaire coup plaatsvindt vallen er enkele slachtoffers. De rebellen bieden haar aan om de troepen te entertainen met haar zangkunsten, maar dat weigert ze pertinent.
Samen met Blake is ze bezig aan een deal over een pijplijn met Jason Colby in Los Angeles. Ze komt haar oude liefde Jonathan Lake tegen en een romance ontluikt, maar dan komt ze Garrett Boydston tegen, waar ze vroeger een affaire mee gehad had en waar ze haar dochter Jackie aan overhield, al weet Garrett niet dat hij de vader is. Garrett wilde vroeger zijn vrouw niet verlaten voor Dominique waardoor hun relatie spaak liep. Dominique is verscheurd tussen Jonathan en Garrett totdat Jonathan zich tegen haar keert door een politicus te steunen die tegen de pijplijn is. Jackie komt naar Denver en als ze haar moeder en Garrett samen ziet voelt ze meteen dat hij haar vader is, wat Dominique met klem ontkent. Ze gaat op zoek naar haar geboortecertificaat, waar op staat dat de vader onbekend is. Jackie loopt weg en belandt bij Alexis waar ze al haar problemen vertelt. Dominique geeft eindelijk toe dat Garrett de vader is en Jackie keert naar huis. Ze verzoent zich met Garrett en ze besluiten te trouwen.
Op het verlovingsfeest onthult Alexis aan Dominique dat Garrett nooit getrouwd geweest is. Dominique slaat Alexis en confronteert dan Garrett. Hij geeft toe dat hij vroeger gelogen heeft om een langdurige relatie te vermijden, waarop Dominique de verloving verbreekt. Op dezelfde avond brand het hotel La Mirage af. Jackie is ingesloten en wordt gered door Dex Dexter, maar ze heeft wel brandwonden.
Haar broer Ben Carrington is ook al een tijdje in de stad en doet er alles aan om Blake tegen te werken, maar Dominique steunt hem. Ze probeert ook haar zangcarrière nieuw leven in te blazen en koopt een opnamestudio. Ze leert Nick Kimball kennen, die voor Blake werkt. Hij is onmiddellijk in haar geïnteresseerd, maar het is aanvankelijk niet wederzijds. Op een keer valt ze voor zijn charmes en ze beleven een passionele nacht, later laat Dominique verstaan dat dit eenmalig was. Alexis schrijft een artikel in haar krant over de fin-de-carrière van Dominique waarop Dominique haar aanvalt en ze in een heuse catfight belanden. In de opnamestudio wordt Dominique overvallen en gered door Nick, ondanks dat toont ze nog steeds geen interesse in hem. Ze begint meer tijd door te brengen met Dex, tot ergernis van Alexis. Na een tijdje weg geweest te zijn keert Nick terug en neemt Dominique mee uit eten in San Francisco. Op het huwelijk van Adam Carrington vraagt hij Dominique ten huwelijk en ze zegt ja. De twee verlaten Denver.
In seizoen negen wordt ze nog enkele keren vernoemd.

## Achter de schermen
Het personage van Dominique werd geschreven als tegenspeelster van Alexis, alhoewel de schrijvers in het begin nog niet wisten hoe ze haar moesten gebruiken. Er werden verschillende scenario's gefilmd, onder andere waarin ze de moeder van Kirby Anders bleek te zijn, of de ex-vrouw van Cecil Colby.
Er gingen geruchten de ronde dat Dominique zou terugkeren naar de set na afloop van seizoen 9. Een terugkeer zou welkom zijn want Linda Evans (Krystle) had de serie tijdens het seizoen verlaten en Joan Collins (Alexis) was zo duur geworden dat ze niet meer in elke aflevering te zien was en aangegeven had te willen stoppen na dit seizoen. Buiten het feit dat Stephanie Beacham als Sable Colby een grote rol gekregen had in seizoen 9 zou de serie dan zonder grote vrouwelijke rol zitten. Echter werd de serie stopgezet na seizoen 9.
Carroll verscheen in 71 aflevering van Dynasty en in 7 afleveringen van The Colbys.